# Hr. Ms. Marten Harpertszoon Tromp
La Hr. Ms. Marten Harpertszoon Tromp è stata una corazzata costiera della marina militare olandese, costruita in esemplare unico nel 1904, entrata in servizio nel 1906 e radiata nel 1927. La nave passò buona parte del suo servizio nelle Indie Olandesi e non fu mai impegnata in significative
operazioni di combattimento.
Il 10 agosto 1909 la nave si incontrò con le altre navi olandesi De Ruyter e Koningin Regentes a Batavia per una crociera che toccò le Filippine, Hong Kong, la Cina ed il Giappone.
Il 3 marzo 1920 la Tromp insieme all'altra nave Hertog Hendrik fece un'altra crociera che toccò i porti di Singapore, Saigon, Hong Kong, Kōbe e Manila.
Dal 21 giugno al 30 luglio 1926 la nave, insieme all'incrociatore  Jacob van Heemskerck, alle torpediniere Z 7 e Z 8 ed ai sottomarini O 9 e O 11 intraprese una crociera nel Baltico toccando i porti di Kiel, Göteborg e Trondheim.